# Богині (фільм)
«Богині» — український художній фільм режисера Антона Комяхова.

## Опис
Юна дівчина починає свій шлях у модельному бізнесі, де найважливішими якостями є краса і юність. Але їй доводитися стикатися і з жорсткими реаліями цієї індустрії: заздрість і підлість конкуренток, хтиві погляди і домагання чоловіків, наполегливі пропозиції начальства провести вечір із заможними клієнтами. 
Виходячи за стіни агентства, Гебі залишає все там. Вона залишається все тією ж молодою, безтурботною дівчиною з родини з високоморальними цінностями, її батько — шанована людина в суспільстві. Він виховує дочку в пуританській манері. Мати померла, тому тато був для неї всім.
Після одного з показів до Гебі підійшла директорка агентства і запропонувала підвезти додому. У машині вона запропонувала Гебі за нечувану суму «поспілкуватися» з чоловіком. Дівчина відразу відмовилася, але авто загальмувало біля готелю, директорка все ж вмовляє її зайти «на хвилинку». Вона заходить в номер, за нею закривають двері. Через мить у кімнату з ванної виходить чоловік років 45-ти. На ньому лише рушник на стегнах. Він витирає обличчя іншим рушником і каже їй: «Роздягайся, у мене мало часу». Коли чоловік відкидає від обличчя рушник, Гебі впізнає в ньому свого батька, він впізнає дочку.

## Участь у фестивалях
- Міжнародний кінофестиваль Берлінале[джерело?]